# Sainte-Croix (Aisne)
Pour les articles homonymes, voir Sainte-Croix.
Sainte-Croix est une commune française située dans le département de l'Aisne, en région Hauts-de-France.

## Géographie
Le territoire de la commune est limitrophe de quatre communes. 
| Arrancy              |              | Aubigny-en-Laonnois |
|                      | Sainte-Croix |                     |
| Bouconville-Vauclair |              | Corbeny             |

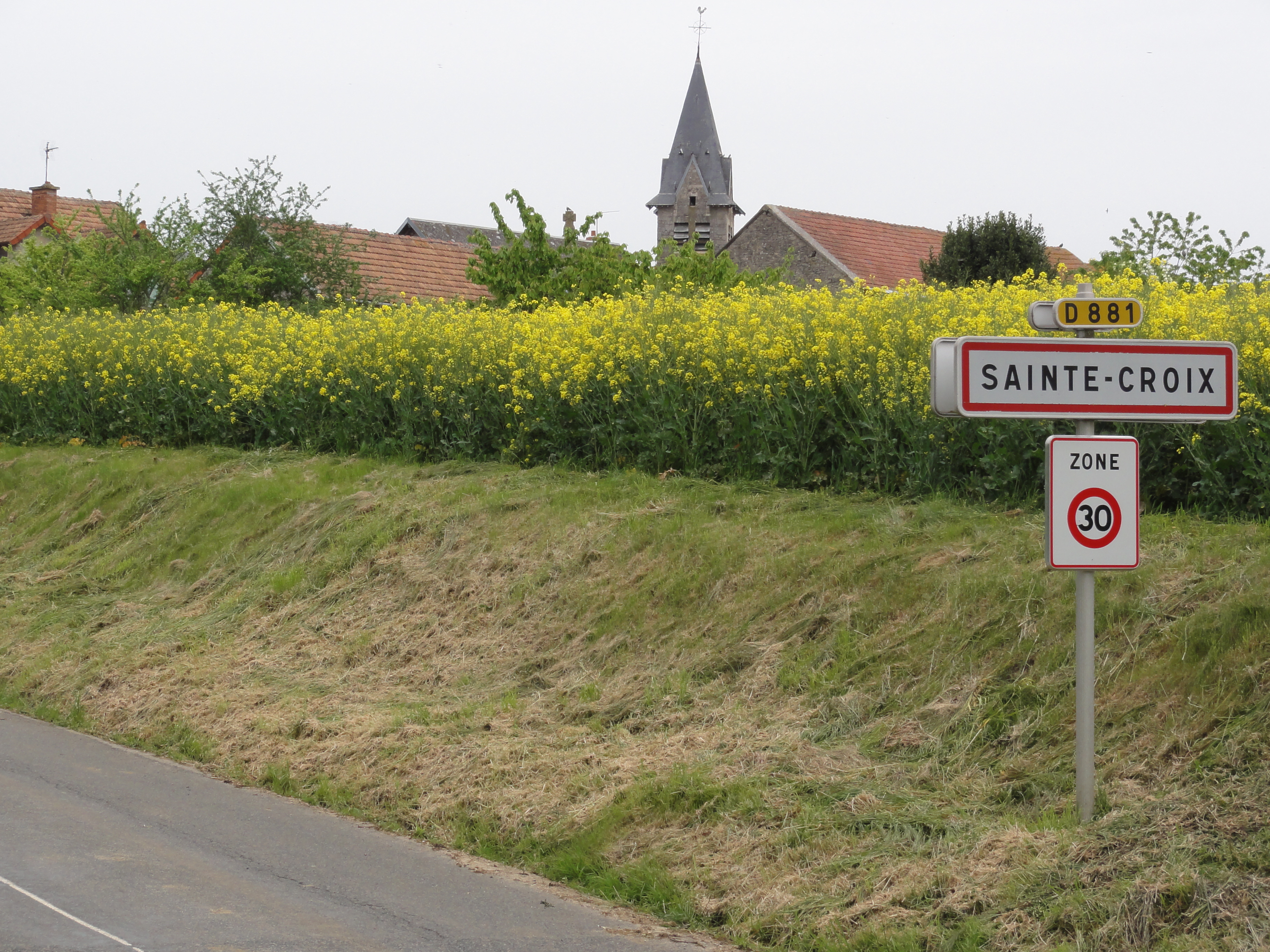
Entrée de Sainte-Croix.

### Hydrographie
La commune est située dans le bassin Seine-Normandie. Elle est drainée par l'Ailette et le fossé 01 de la commune de Corbeny,,.
L'Ailette, d'une longueur de 59 km, prend sa source dans la commune  et se jette  dans l'Oise (rive gauche) à Quierzy, après avoir traversé 36 communes.

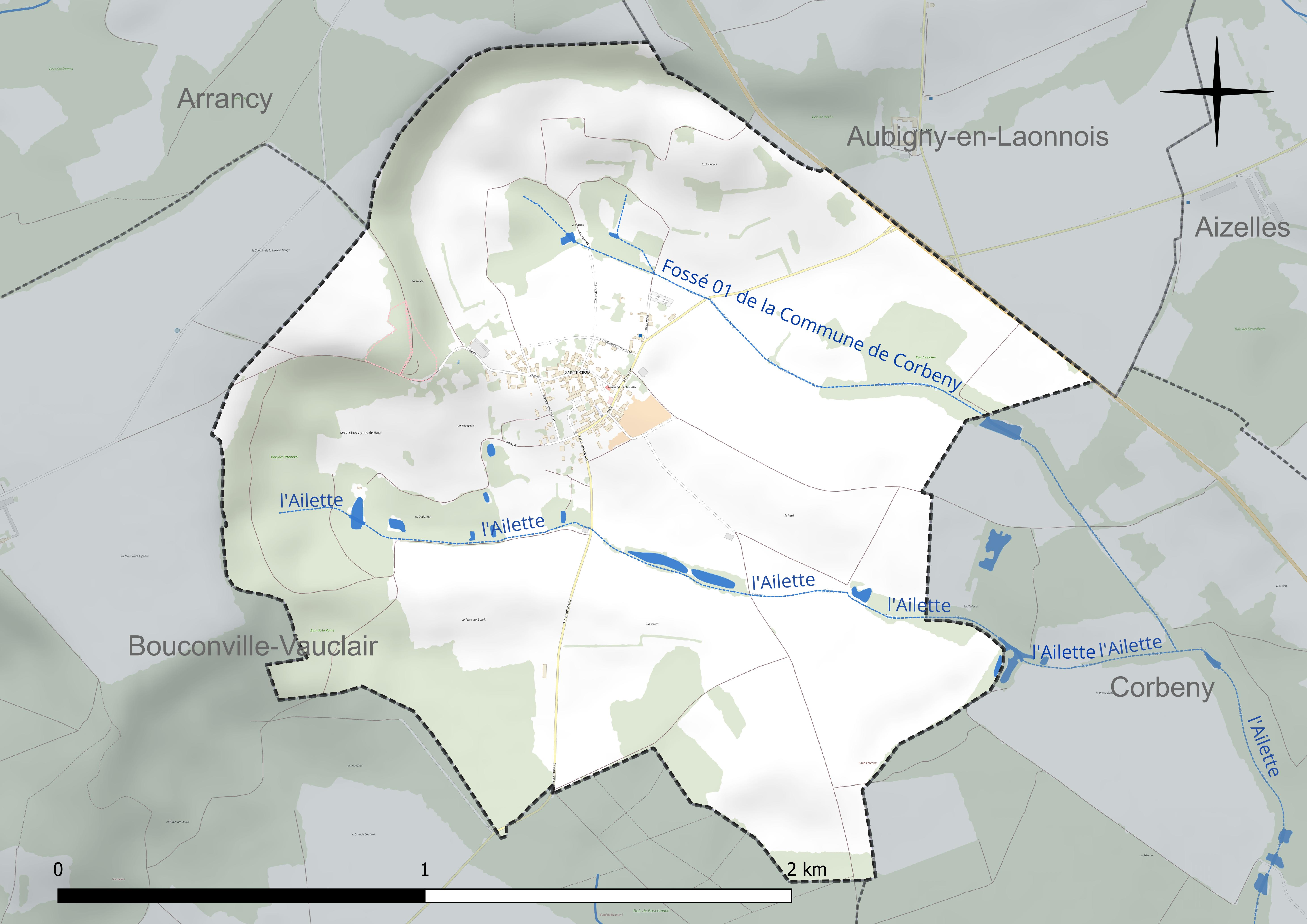
Réseau hydrographique de Sainte-Croix.

### Climat
Pour des articles plus généraux, voir Climat des Hauts-de-France et Climat de l'Aisne.
En 2010, le climat de la commune est de type climat océanique dégradé des plaines du Centre et du Nord, selon une étude du CNRS s'appuyant sur une série de données couvrant la période 1971-2000. En 2020, Météo-France publie une typologie des climats de la France métropolitaine dans laquelle la commune est exposée à un climat océanique altéré et est dans la région climatique Nord-est du bassin Parisien, caractérisée par un ensoleillement médiocre, une pluviométrie moyenne régulièrement répartie au cours de l'année et un hiver froid (3 °C).
Pour la période 1971-2000, la température annuelle moyenne est de 10,6 °C, avec une amplitude thermique annuelle de 15,4 °C. Le cumul annuel moyen de précipitations est de 754 mm, avec 12,5 jours de précipitations en janvier et 8,8 jours en juillet. Pour la période 1991-2020, la température moyenne annuelle observée sur la station météorologique la plus proche, située sur la commune de Martigny-Courpierre à 7 km à vol d'oiseau, est de 10,7 °C et le cumul annuel moyen de précipitations est de 734,4 mm,. Pour l'avenir, les paramètres climatiques de la commune estimés pour 2050 selon différents scénarios d'émission de gaz à effet de serre sont consultables sur un site dédié publié par Météo-France en novembre 2022.

## Urbanisme

### Typologie
Au 1er janvier 2024, Sainte-Croix est catégorisée commune rurale à habitat dispersé, selon la nouvelle grille communale de densité à 7 niveaux définie par l'Insee en 2022.
Elle est située hors unité urbaine. Par ailleurs la commune fait partie de l'aire d'attraction de Reims, dont elle est une commune de la couronne,. Cette aire, qui regroupe 294 communes, est catégorisée dans les aires de 200 000 à moins de 700 000 habitants,.

### Occupation des sols
L'occupation des sols de la commune, telle qu'elle ressort de la base de données européenne d'occupation biophysique des sols Corine Land Cover (CLC), est marquée par l'importance des territoires agricoles (69,7 % en 2018), une proportion identique à celle de 1990 (69,7 %). La répartition détaillée en 2018 est la suivante : 
terres arables (56 %), forêts (22,8 %), zones agricoles hétérogènes (13,7 %), zones urbanisées (7,5 %).
L'évolution de l'occupation des sols de la commune et de ses infrastructures peut être observée sur les différentes représentations cartographiques du territoire : la carte de Cassini (XVIIIe siècle), la carte d'état-major (1820-1866) et les cartes ou photos aériennes de l'IGN pour la période actuelle (1950 à aujourd'hui).

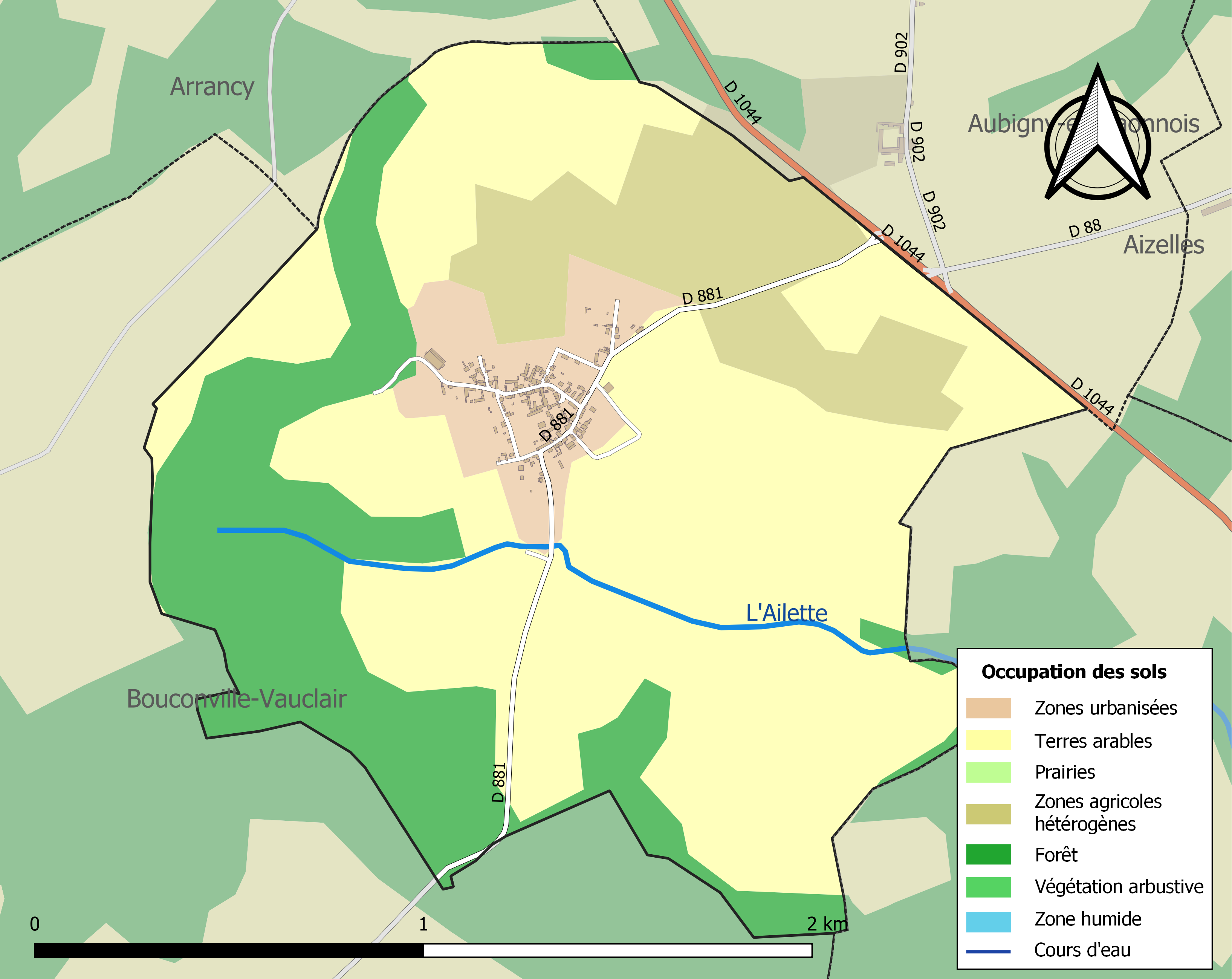
Carte de l'occupation des sols de la commune en 2018 (CLC).

## Toponymie
Le nom de la localité est attesté sous les formes In villa Sancti-Thome que vocatur Sancta-Crux (1195) ; Sainte-Crois (XIIIe siècle) ; Saincte-Croix (1387).

L'hagiotoponyme primaire, In villa Sancti-Thome que vocatur Sancta-Crux (Dans le domaine de Sancti-Thome, qui s'appelle Sancta-Crux) en 1195, honorait l'apôtre Thomas, l'église lui est dédiée .
Sainte-Croix est un nom propre employé comme patronyme et toponyme ; en particulier, de nombreuses églises, monastères et communes portent ce nom. Il est inspiré de la Sainte Croix, dite également Vraie Croix, qui est la croix sur laquelle Jésus-Christ aurait été crucifié.

## Histoire
Le 13 octobre 1918, le village est libéré par le 320e régiment d'infanterie.

## Politique et administration

### Découpage territorial
La commune de Sainte-Croix est membre de la communauté de communes du Chemin des Dames, un établissement public de coopération intercommunale (EPCI) à fiscalité propre créé le 29 décembre 1995 dont le siège est à Craonne. Ce dernier est par ailleurs membre d'autres groupements intercommunaux.
Sur le plan administratif, elle est rattachée à l'arrondissement de Laon, au département de l'Aisne et à la région Hauts-de-France. Sur le plan électoral, elle dépend du canton de Villeneuve-sur-Aisne pour l'élection des conseillers départementaux, depuis le redécoupage cantonal de 2014 entré en vigueur en 2015, et de la première circonscription de l'Aisne  pour les élections législatives, depuis le dernier découpage électoral de 2010.

### Administration municipale
| Période                                  | Période                        | Identité         | Étiquette | Qualité |
| ---------------------------------------- | ------------------------------ | ---------------- | --------- | --- |
| Les données manquantes sont à compléter. |                                |                  |           | |
|                                          | mars 2001                      | Paul Gobron      |           | |
| mars 2001                                | mars 2008                      | René Mascret     |           | |
| mars 2008                                | mars 2014                      | Emmanuel Lievin  | PR        | |
| mars 2014                                | 2016                           | Julien Dalpayrat | PCF       | Enseignant (Démission) |
| mars 2016                                | En cours (au 17 décembre 2021) | Sarah Flamant    | RN        | Chef d'entreprise Réélue pour le mandat 2020-2026 Conseillère régionale des Hauts-de-France Suppléante du député Nicolas Dragon |

## Démographie
L'évolution du nombre d'habitants est connue à travers les recensements de la population effectués dans la commune depuis 1793. Pour les communes de moins de 10 000 habitants, une enquête de recensement portant sur toute la population est réalisée tous les cinq ans, les populations de référence des années intermédiaires étant quant à elles estimées par interpolation ou extrapolation. Pour la commune, le premier recensement exhaustif entrant dans le cadre du nouveau dispositif a été réalisé en 2008.

En 2022, la commune comptait 130 habitants, en évolution de +3,17 % par rapport à 2016 (Aisne : −1,97 %, France hors Mayotte : +2,11 %).
| 1793 | 1800 | 1806 | 1821 | 1831 | 1836 | 1841 | 1846 | 1851 |
| ---- | ---- | ---- | ---- | ---- | ---- | ---- | ---- | ---- |
| 328  | 372  | 375  | 399  | 406  | 414  | 401  | 386  | 384  |

| 1856 | 1861 | 1866 | 1872 | 1876 | 1881 | 1886 | 1891 | 1896 |
| ---- | ---- | ---- | ---- | ---- | ---- | ---- | ---- | ---- |
| 330  | 309  | 295  | 258  | 264  | 217  | 214  | 219  | 201  |

| 1901 | 1906 | 1911 | 1921 | 1926 | 1931 | 1936 | 1946 | 1954 |
| ---- | ---- | ---- | ---- | ---- | ---- | ---- | ---- | ---- |
| 191  | 196  | 178  | 198  | 140  | 132  | 130  | 139  | 126  |

| 1962 | 1968 | 1975 | 1982 | 1990 | 1999 | 2006 | 2008 | 2013 |
| ---- | ---- | ---- | ---- | ---- | ---- | ---- | ---- | ---- |
| 105  | 103  | 103  | 113  | 115  | 124  | 132  | 134  | 130  |

| 2018 | 2022 | - | - | - | - | - | - | - |
| ---- | ---- | - | - | - | - | - | - | - |
| 133  | 130  | - | - | - | - | - | - | - |

## Économie
- Centre équestre.
- Chambres et table d'hôtes.

## Lieux et monuments
- Église Sainte-Croix.
- Monument aux morts.
- Calvaire.
- Lavoir.
- Aire de jeux, terrain de pétanque.
- Étang communal.
- Pelouses sèches protégées par le conservatoire du patrimoine.

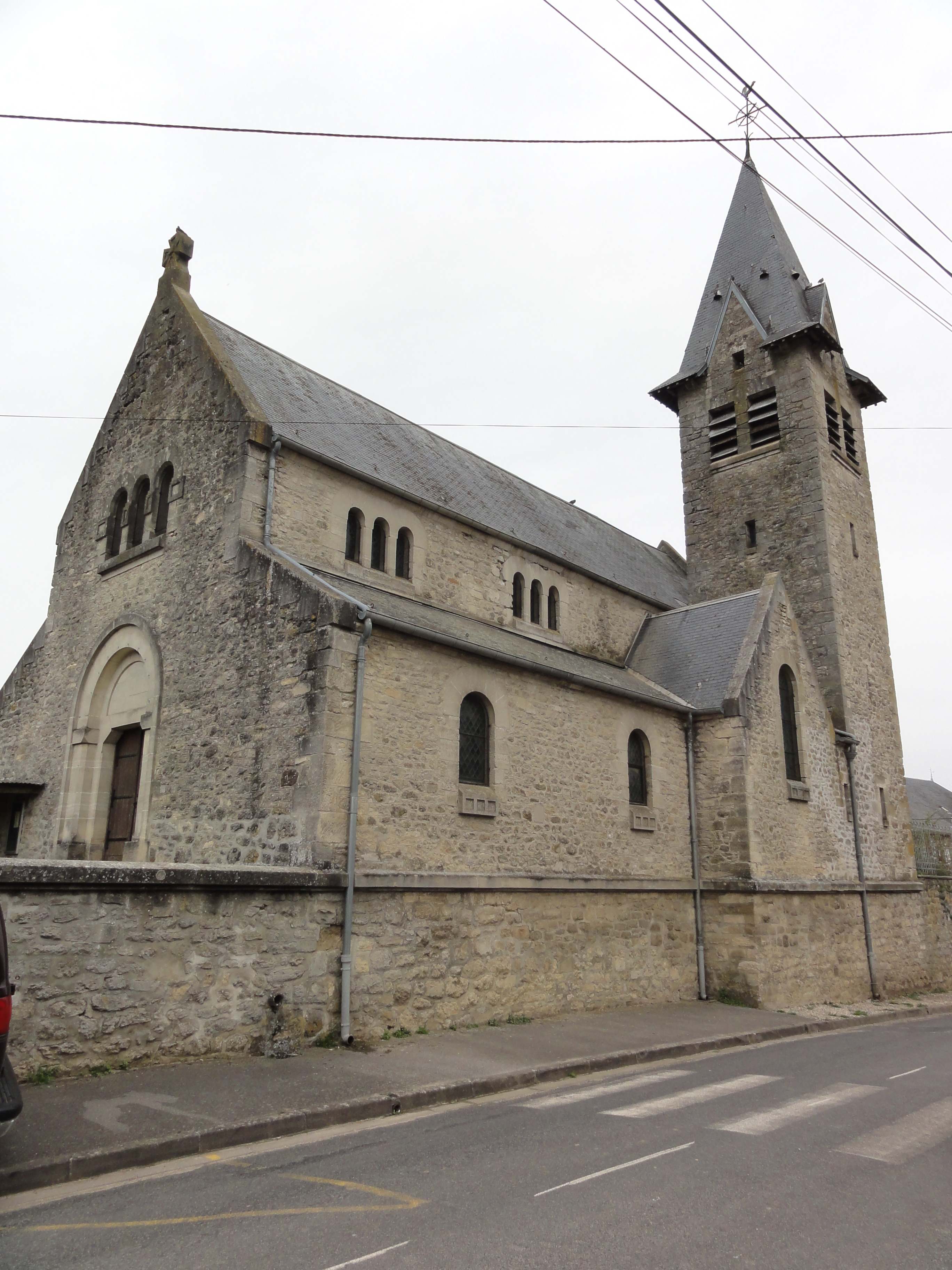
Église Sainte-Croix.
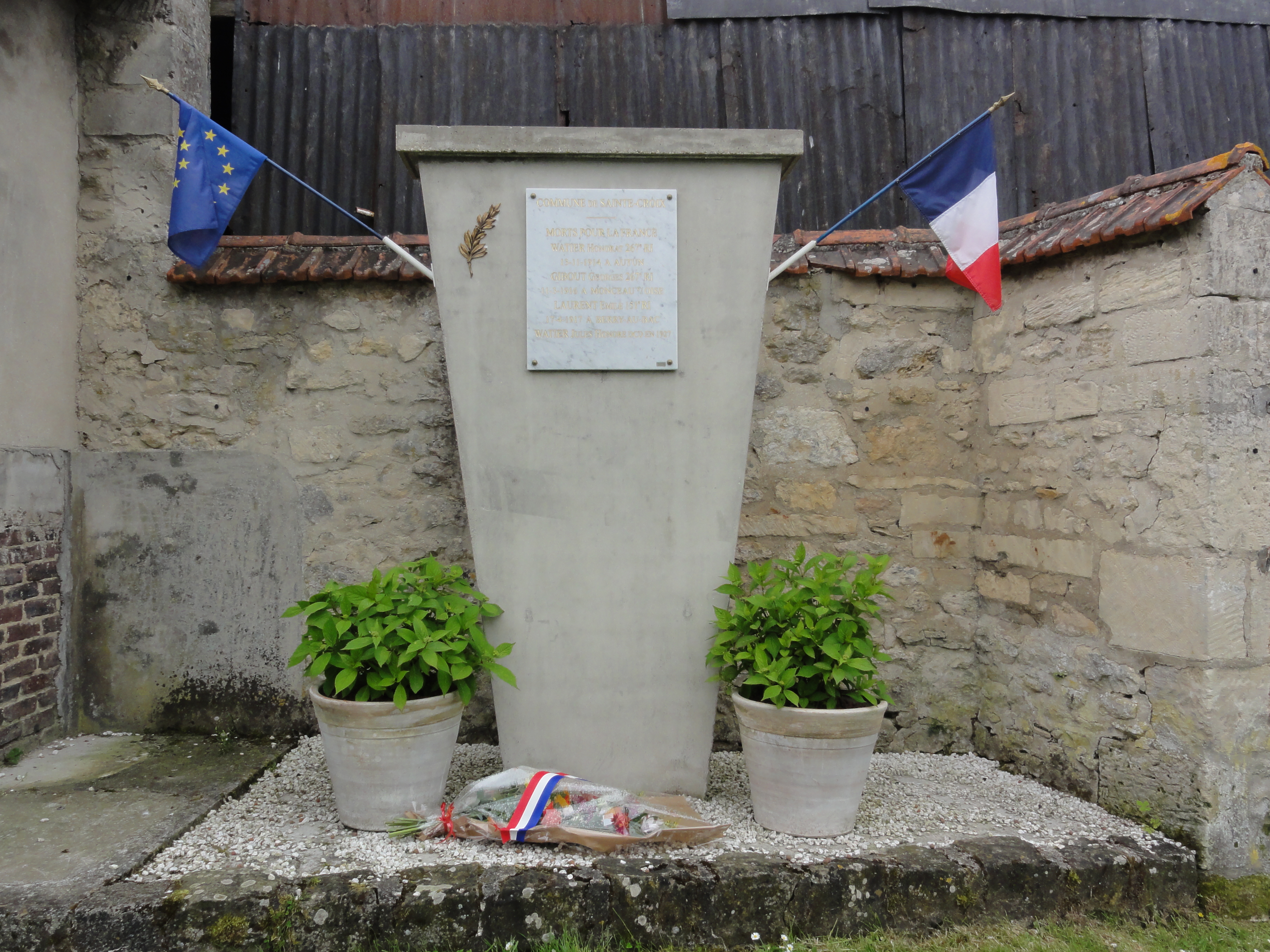
Monument aux morts.
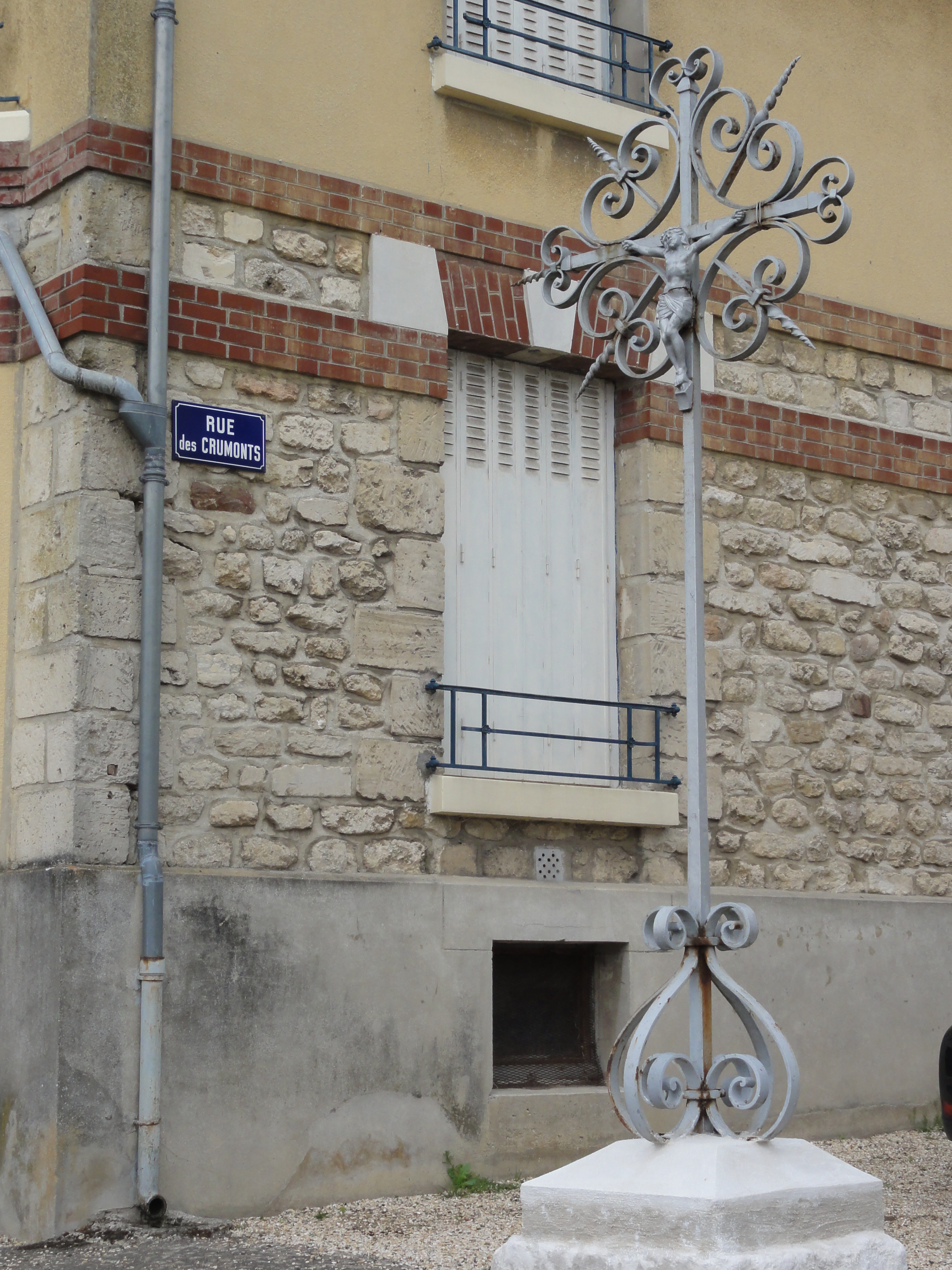
Calvaire.

## Décoration française
- Croix de guerre 1914-1918 : 17 octobre 1920[23].